# Дрновшек, Янез
Янез Дрновшек (словен. Janez Drnovšek; 17 мая 1950, Целе — 23 февраля 2008, Заплана) — югославский и словенский политический и государственный деятель. Второй президент Словении (2002—2007), долгое время Премьер-министр Словении (1992—2000, 2000—2002). Председатель Президиума Югославии в 1989—1990.

## Биография
Родился 17 мая 1950 года в городе Целе, в дальнейшем рос в общине Загорье-об-Сави. Отец Янеза, Виктор (1925—2005), работал шахтёром, мать Силва (1921—1976) была домохозяйкой.

### Образование и карьера
Изучал экономику, окончил ВУЗ в 1973 году, затем специализировался в «Институте мировой экономики» в Осло. Получил степень магистра в 1981 году, защитил диссертацию «Международный валютный фонд и Югославия» в 1986 году в Вашингтоне. Между тем, работал в Словении сперва в строительной компании, позже — в банковском филиале. Один год проработал в Посольстве Югославии в Египте (Каир).

### Политическая деятельность

#### Югославия
В 1989 году, тогда ещё неизвестный широкой публике, стал главой государства Югославия, неожиданно опередив на выборах фаворита правительства Марко Булца.
До самого краха коммунистического режима в Югославии оставался членом коммунистической партии.

#### Независимая Словения
После получения Словенией независимости Дрновшек был премьер-министром страны (1992—2002, с перерывом на несколько месяцев в 2000 году). С 1992 по 2002 года был также президентом партии Либеральная демократия Словении (Liberalna Demokracija Slovenije — LDS), из которой вышел 30 января 2006 года.
На президентских выборах 2002 года был избран президентом Словении на срок с 2002 по 2007 год. 26 июня 2006 года в интервью словенскому телевидению заявил, что не будет баллотироваться на второй срок.
В 2006 году создал и стал первым президентом «Движения за справедливость и развитие», целью которого является повысить самосознание человечества и сделать мир лучше. Это движение не является политической партией.

### Болезнь и смерть
На протяжении долгого времени страдал от заболевания раком. Перенёс операцию по удалению пораженной раком почки в 1999 году, после чего в 2001 году было вновь обнаружено развитие раковой опухоли. Затем Дрновшек прекратил традиционное лечение и изменил свой образ жизни, перебравшись из Любляны в отдалённую деревню (Zaplana). Среди прочих изменений в образе жизни, стал веганом и уделял внимание теме прав животных.
Умер 23 февраля 2008 года от рака спустя два месяца после ухода с поста президента. Тело было кремировано, похоронен Дрновшек в городе Загорье-об-Сави рядом с могилами своих родителей.

## Награды
- Орден Макариоса III (Республика Кипр, 1990)[5]
- Большая цепь ордена Инфанта дона Энрике (Португалия, 1990)[6]
- Золотой Орден Свободы (Словения, 1993 год)
- Орден Двойного белого креста 1 класса (Словакия, 14 октября 2003)[7]
- Большой крест ордена Святого Карла (Монако, 31 мая 2006)[8]